# 2019年岡山市議会議員選挙
2019年岡山市議会議員選挙（2019ねんおかやましぎかいぎいんせんきょ）は、岡山市の議決機関である岡山市議会を構成する議員を全面改選するために行われる選挙で、第19回統一地方選挙の前半戦投票日である4月7日に投票が行われた。

## 概要
市議会議員の任期4年が満了したことに伴って実施された。4選挙区46議席に対して50名が立候補した。

## 基礎データ
- 選挙事由：任期満了
- 告示日：2019年3月29日
- 投票日：2019年4月7日
- 議員定数：46人
- 選挙区：4選挙区
- 候補者数：50人

## 当選した議員
自民党 
 公明党 
 共産党 
 立憲民主党 
 国民民主党 
 無所属 
| 北区 | 吉本賢二   | 二嶋宣人   | 鬼木のぞみ | 難波満津留 | 森山幸治 |
| 北区 | 和気健     | 田尻祐二   | 則武宣弘   | 田中のぞみ | 小川信幸 |
| 北区 | 太田栄司   | 森田卓司   | 松田安義   | 赤木一雄   | 松田隆之 |
| 北区 | 柳井弘     | 東原透     | 楠木忠司   | 菅原修     | 寺林綾乃 |
| 中区 | 浦上雅彦   | 高橋雄大   | 松本好厚   | 林潤       | 三木亮治 |
| 中区 | 林敏宏     | 下市このみ | 中原淑子   | 熊代昭彦   |          |
| 東区 | 成本俊一   | 竹之内則夫 | 岡崎隆     | 小林寿雄   | 竹永光恵 |
| 東区 | 山田正幸   |            |            |            |          |
| 南区 | 川本浩一郎 | 宮武博     | 福吉智徳   | 羽場頼三郎 | 田口裕士 |
| 南区 | 平元道隆   | 東毅       | 藤原哲之   | 千間勝己   | 江田厚志 |
| 南区 | 柳迫和夫   |            |            |            |          |

### 補欠選挙
| 年     | 月   | 選挙区 | 当選者     | 当選政党 | 欠員     | 欠員政党   | 欠員事由 |
| ------ | ---- | ------ | ---------- | -------- | -------- | ---------- | -------- |
| 2021年 | 10月 | 中区   | 花岡栄太郎 | 無所属   | 浦上雅彦 | 自由民主党 | [ 辞 1 ] |